# Metaldeide
La metaldeide è il tetramero ciclico dell'acetaldeide, sviluppato inizialmente come combustibile solido, è usato anche come pesticida.

## Preparazione
Viene preparata dall'acetaldeide per ciclizzazione con acido solforico a bassa temperatura (circa -10 °C). A temperatura ambiente invece è favorita la formazione del trimero, la paraldeide.

## Usi

### Pesticida
È un composto chimico velenoso usato come fitofarmaco contro le lumache, le chiocciole e altri molluschi. È commercializzato sotto differenti nomi, tra cui Antimilice, Ariotox, Blitzem (in Australia), Cekumeta, Deadline, Defender (in Australia), Halizan, Limacide, Limatox, Limeol, Meta, Metason, Mifaslug, Namekil, Slug Fest e Slugit.
A causa delle crescenti preoccupazioni circa i rischi che la metaldeide pone a uccelli e mammiferi, il governo britannico il 18 settembre 2020 ha deciso di bandire l'uso di questo pesticida in esterno a partire dal 31 marzo 2022.

### Combustibile solido
In forma di tavoletta è usato come combustibile solido per il campeggio o più spesso per le razioni da combattimento dei militari. In questa forma il prodotto è noto e commercializzato come "Meta".